# Gabriel Alonso Aristiaguirre
Gabriel Alonso Aristiaguirre (Hondarribia, Guipúscoa, 9 de novembre de 1923 - 19 de novembre de 1996) fou un futbolista professional basc dels anys 1940 i 1950 que jugava com a defensa. Era germà de Juan Alonso, qui va ser porter del Reial Madrid CF. Va ser internacional amb la selecció espanyola, equip amb el qual va disputar la Copa del Món de 1950. Un cop retirat, també va exercir d'entrenador.

## Clubs

### Com a futbolista
| Club                  | Anys        | Partits | Gols |
| --------------------- | ----------- | ------- | ---- |
| Real Unión            | 1939 - 1943 |         |      |
| Racing Club de Ferrol | 1943 - 1946 | 78      | 3    |
| Celta de Vigo         | 1946 - 1951 | 113     | 0    |
| Reial Madrid CF       | 1951 - 1954 | 45      | 0    |
| CD Málaga             | 1954 - 1956 | 49      | 0    |
| Rayo Vallecano        | 1956 - 1957 | 12      | 0    |

### Com a entrenador
| Club                  | Anys        |
| --------------------- | ----------- |
| Real Jaén             | 1963 - 1964 |
| Racing Club de Ferrol | 1964        |

## Palmarès
| Títol           | Club                  | Any  |
| --------------- | --------------------- | ---- |
| Tercera Divisió | Racing Club de Ferrol | 1944 |
| Primera Divisió | Reial Madrid CF       | 1954 |